# 2018年のフランス
2018年のフランス （2018ねんのフランス）では、2018年のフランスに関する出来事について記述する。

## 国家元首等
- 共和国大統領
  - 第25代: エマニュエル・マクロン （共和国前進、2017年5月14日 - ）
- 首相
  - 第23代: エドゥアール・フィリップ （共和党、2017年5月15日 - 2020年7月3日）

## できごと

### 2月
- 2月2日 - ヴァール県サントロペ付近で軍用ヘリコプター2機が衝突して墜落し、乗員5人全員が死亡[1]。

### 3月
- 3月2日 - 第43回セザール賞[2]。

### 5月
- 5月8日-19日 - 第71回カンヌ国際映画祭[3][4]。
- 5月12日 - パリで通り魔事件（en:2018 Paris knife attack）[5]。
- 5月27日-6月10日 - 2018年全仏オープン

### 7月
- 7月7日-29日 - ツール・ド・フランス2018
- 7月15日 - 2018 FIFAワールドカップの決勝でフランス代表がクロアチア代表を4-2で破り、1998 FIFAワールドカップ以来5大会ぶり2度目の優勝、キリアン・エムバペが最優秀若手賞を受賞[6]。
- 7月30日 - 下院で小中学校でのスマートフォンの使用を禁止する法律案が可決、成立[7]。

### 8月
- 8月28日 - ニコラ・ユロ環境大臣が辞任を表明[8]。

### 9月
- 9月4日 - ローラ・フレセル（英語版）スポーツ大臣が辞任を表明[9]。
- 9月12日 - 国民議会（下院）は議長にリシャール・フェラン（英語版）を選出。
- 9月24日 - 同年の国際サッカー連盟（FIFA）による賞で、男子最優秀監督賞をディディエ・デシャン（フランス代表）、女子最優秀監督賞をレイナール・ペドロス（英語版、フランス語版）（オリンピック・リヨン）、共にフランス人監督が受賞[10]。

### 11月
- 11月4日 - 2018年ニューカレドニア独立住民投票が実施され、独立案は否決[11]。
- 11月11日 - 第1次世界大戦終戦100周年の記念式典（en:World War I centenary）[12]。
- 11月11日-13日 - 第1回パリ平和フォーラム（英語版）
- 11月17日 - 黄色いベスト運動（デモ初日）

- 12月12日 - バ＝ラン県ストラスブール中心部のクリスマスマーケットで銃乱射事件が発生し、3人が死亡、約10人が負傷[13]。